# Römisch-katholische Kirche in Algerien
Die römisch-katholische Kirche in Algerien ist Teil der weltweiten römisch-katholischen Kirche.

## Geschichte
Das Bistum Algier wurde 1838 mit der Eroberung Algeriens durch französische Kolonialtruppen durch Papst Gregor XVI. eingerichtet. Am Anfang des 20. Jahrhunderts schätzte man die Zahl der Katholiken in Algerien auf etwa eine Million.
Im Jahre 2002 zählte die UNO maximal 10.000 Katholiken im Land. Nach dem Aufruf der algerischen Behörden im Mai 2007, alle Katholiken mögen Algerien verlassen und einer Protestnote der Bischofskonferenz wurde das von der katholischen Kirche in der Hauptstadt Algier betriebene Sozialzentrum Centre social du Corso geschlossen. Im Jahre 2008 wurde die Zahl der Katholiken auf nur noch 3.000 geschätzt.

## Gegenwart
Durch die am 20. März 2006 in Kraft getretene Verordnung Nr. 06-08 vom 28. Februar 2006 wurde die Religionsfreiheit in Algerien erheblich einschränkt. Sie verbietet den Christen unter Strafandrohung von Bußgeldern und Gefängnishaft (bis zu fünf Jahren), außerhalb der staatlich anerkannten christlichen Gemeinschaften ihren Glauben zu praktizieren oder zu verkünden.
Die katholische Kirche in Algerien ist Mitglied der Conférence Episcopale Régionale du Nord de l'Afrique (CERNA) innerhalb des Symposiums der Bischofskonferenzen von Afrika und Madagaskar.
Apostolischer Nuntius in Algerien war zuletzt bis März 2025 der indische Erzbischof Kurian Mathew Vayalunkal.

## Bistümer
- Immediat: Bistum Laghouat
- Erzbistum Algier:
  - Bistum Constantine
  - Bistum Oran